# Oldman Botello
Oldman Botello (Villa de Cura, estado Aragua, 5 de febrero de 1947-22 de mayo de 2022) fue un historiador, escritor, periodista y educador venezolano, que se dedicó a la investigación histórica de la región. Su labor como ensayista, biógrafo, cronista e investigador, lo hizo miembro de la Academia Venezolana de la Lengua por el estado Aragua, miembro de número del Instituto Venezolano de Genealogía, e individuo de número de la Academia Nacional de la Historia de Venezuela.
Así mismo, fue miembro fundador del Teatro Ateneo de Maracay y de la Asociación Venezolana de Periodistas (hoy Colegio Nacional de Periodistas). Igualmente fue cronista oficial de las ciudades de Maracay y Villa de Cura, así como del municipio Girardot (Maracay y Choroní), y miembro de la Asociación de Cronistas Oficiales de Ciudades de Venezuela. Igualmente fue presidente un bienio de la Asociación Nacional de Cronistas de Venezuela. También formó parte de los centros de historia de La Victoria y el municipio Vargas de La Guaira.
Escribió alrededor de 82 obras en 170 publicaciones desde 1971 hasta 2016, sin contar las 36 obras sin publicar y los dos que a fecha de 2018 escribe. Sus más de treinta años de investigación histórica, le hicieron merecedor del Premio Nacional de Historia en 2018. Como político, fue diputado del Congreso de la República de Venezuela en dos períodos (1989-1994, y 1994-1999) por el partido MAS.

## Biografía
Hijo de Irma González, nació en la ciudad de Villa de Cura, desde pequeño mostró curiosidad acerca de la historia de su pueblo natal, que para entonces carecía de información al respecto de su fundación y sus fundadores.

Todo comenzó cuando estudiaba primaria, porque mis maestros solo hablaban que Villa de Cura la fundó Juan de Bolívar y Villegas; ¿pero quién era ese personaje, cuándo se fundó? ¡Eso nadie lo sabía!
Oldman Botello, 2018.

A los dieciocho años decidió dedicarse a la investigación en la ciudad de Caracas, siendo el periodismo activo su profesión inicial como reportero del diario El Imparcial, luego ingreso a la docencia y a la investigación histórica. Tras varios años, en 1971, pudo publicar su primera obra: Historia de Villa de Cura (tránsito por la vida de un pueblo), el cual narra la historia de su pueblo, siendo Aquiles Nazoa el escritor de su prólogo. Desde entonces se dedicó a la investigación de la historia de Villa de Cura y de Maracay, así como infinidades de pueblos de otros estados de Venezuela. Posteriormente colaboró en el Atlas de Venezuela del diario El Nacional, trabajó en el Instituto de Antropología e Historia del estado Aragua, fue redactor del diario El Siglo, así como director de la revista Expresión de Villa de Cura. También formó parte del equipo redactor del Diccionario de Historia de Venezuela, publicado por la Fundación Polar. En 1981 y 1985 es nombrado cronista de las ciudades de Maracay y Villa de Cura respectivamente. Entre 1989 y 1994 fue diputado del Congreso de la República de Venezuela por el partido MAS.
En 2004 fue incluido en el diccionario de escritores Quiénes escriben en Venezuela (siglos XVIII al XXI) publicado por el Consejo Nacional de la Cultura (CONAC). Un año después, fue nombrado cronista oficial del municipio Girardot. También en 2007, el Instituto del Patrimonio Cultural lo incluye en el Catálogo del Patrimonio Cultural Venezolano.

## Publicaciones
Tiene más de 160 libros publicados sobre temas de historia local, regional y nacional, literatura, etnología y antologías. Su primer libro, Historia de Villa de Cura (tránsito por la vida de un pueblo), lo publicó en 1971, siendo este la historia de Villa de Cura y el cual dedicó a José Tomás Boves y a Ezequiel Zamora.

### Biografías
- Así era Gómez, 1976.
- Rafael Bolívar, el último guasón, 1981.
- Capitán Juan de Dios Agraz, Corneta de Órdenes del Libertador, 1982.
- Semblanza biográfica del Dr. Victorino Márquez Bustillo 1858 – 1941, 1982.
- Atanasio Girardot, 1985.
- El tuerto Vargas, doctor y general, 1990.
- Héroe del deber <Joaquín Crespo>, 1992.
- El hombre que nació para el ruido. Rafael Bolívar Coronado, 1993.
- Santos Michelena: Aragüeño universal, 1997.
- Santos Michelena y su familia, 1997.
- Francisco Michelena y Rojas: el viajero universal, 1997.
- Historia documentada del legendario Pedro Pérez Delgado. Maisanta, 2005.

### Compilaciones y notas
- Rafael Bolívar Coronado, 1981.

### Crónicas
- Cura Tucutunemo: analectas de la Villa, 1980.
- Maracay: Noticias del viejo valle, 1981.
- El toreo en Aragua. Historia de la maestranza, 1982 (coautor).
- El santo sepulcro de Villa de Cura y su sede monumento, 1987.

### Ensayos
- Historia de Villa de Cura (tránsito por la vida de un pueblo), 1971.
- El periodismo de Aragua, 1972.
- Breve historia de un teatro. Cronología del Ateneo de Maracay, 1977.
- Personajes de Doña Bárbara en la vida real y apuntes para la genealogía de Rómulo Gallegos,1979.
- El pueblo de doctrina de Turmero, 1979.
- Estados de Venezuela: Guárico, 1980.
- Aspectos geográficos y orígenes de Villa de Cura, 1981.
- Orígenes del pueblo de San Andrés de Barbacoas, 1981.
- El gran estado Guzmán. Apuntes para su historia, 1881 – 1889, 1981.
- Estados de Venezuela: Anzoátegui, 1982 (coautor).
- La herida de Carúpano. Un episodio de la Revolución Libertadora, 1902, 1984.
- Estados de Venezuela: Sucre, 1984 (coautor).
- Estados de Venezuela: Carabobo, 1985 (coautor).
- Estados de Venezuela: Lara, 1985 (coautor).
- Estados de Venezuela: Bolívar, 1987 (coautor).
- Estados de Venezuela: Nueva Esparta, 1989 (coautor).
- Toponimia indígena de Aragua, 1990.
- Choroní, costa de la mar abajo, 1992.
- El hombre que nació de nuevo, 1993.
- Historia regional del estado Aragua, 1995.
- Los Tiznados. Orígenes de San Francisco y San José de Tiznado, 1998.
- Mis 27 años junto al general Gómez, 2001.

### Libros
- Teatro de Maracay, 1973.
- Los Bolívar en Aragua, 1973
- La Villa del caracol: bosquejo biográfico de San José de Cagua, 1977.
- Maracay, 1979.
- Airosa y altanera Villa de Cura, 1980.
- Antología de las letras de Aragua, 1981.
- La plaza Bolívar de Maracay – visión retrospectiva – 1930 – 1983, 1983.
- Las ferias de Maracay. Crónica de 80 años 1905 – 1985, 1985.
- Aspectos económicos – sociales de Villa de Cura siglo XVIII 1772-1784, 1986.
- Aragua: sus pueblos – Aragua an its settlements, 1989.
- Páez en Aragua y apuntes genealógicos sobre el prócer, 1990
- El golpe en Aragua. Crónica del 4-F en Maracay, 1992.
- San Nicolás de Bari de El Rastro : ave fénix guariqueña, 2002.
- La plaza Girardot de Maracay. Crónica de tres siglos, 2005.
- Toponimia antigua de Maracay, 2007.
- Las Guerrillas de Maisanta, 2009.
- Atanasio Girardot El Abanderado, 2013.
- El 4F en Maracay, Vista y revista del histórico suceso, 2013.
- Genealogía del Gral. Francisco Linares Alcántara, 2014.

## Premios
- Premio de Ensayo del Ipasme, Venezuela, 1990.
- Premio Nacional del Libro, Venezuela, 2006.
- Premio de Ensayo de la II Bienal Nacional de Literatura "Ramón Palomares", Venezuela, 2011.
- Premio de Ensayo Histórico Político de la Gran Explosión Cultural Bicentenario, Venezuela, 2012.
- Premio Nacional de Literatura Stefanía Mosca, Venezuela, 2014.
- Premio Nacional de Historia, Venezuela, 2018.[6]